# Монсальве, Паулино
Паулино Монсальве Бальестерос (исп. Paulino Monsalve Ballesteros; 30 октября 1958, Мадрид — 12 апреля 2024) — испанский хоккеист (хоккей на траве), полевой игрок. Серебряный призёр летних Олимпийских игр 1980 года.

## Биография
Паулино Монсальве родился 30 октября 1958 года в Мадриде.
Играл в хоккей на траве за «Клуб де Кампо» из Мадрида.
В 1980 году вошёл в состав сборной Испании по хоккею на траве на летних Олимпийских играх в Москве и завоевал серебряную медаль. Играл в поле, провёл 2 матча, забил 1 мяч в ворота сборной Танзании.
Умер 13 апреля 2024 года в возрасте 65 лет.